# Skärholmen
Skärholmen – dzielnica (stadsdel) Sztokholmu, położona w jego południowej części (Söderort) i wchodząca w skład stadsdelsområde Skärholmen. Graniczy z dzielnicami Sätra i Vårberg oraz z gminą Huddinge i przez jezioro Melar z gminą Ekerö.
Według danych opublikowanych przez gminę Sztokholm, 31 grudnia 2020 r. Skärholmen liczyło 8877 mieszkańców. Powierzchnia dzielnicy wynosi łącznie 2,00 km², z czego wody stanowią 0,05 km².
Skärholmen jest jedną ze stacji na czerwonej linii (T13) sztokholmskiego metra.